# Lil Tjay
Lil Tjay, właśc. Tione Jayden Merritt (ur. 30 kwietnia 2001 w Nowym Jorku) – amerykański raper, piosenkarz i autor tekstów. Urodzony i wychowany w Bronksie. Jego kariera muzyczna rozpoczęła się w 2017 roku. Najbardziej znany jest ze swoich singli „FN” i „Brothers”, a także z singla nagranego razem z Polo G „Pop Out”, który osiągnął 11 miejsce na liście Billboard Hot 100. Jego debiutancki album studyjny True 2 Myself (2019) osiągnął 5 miejsce na liście Billboard 200 w USA.

## Kariera

### 2017–2019: debiut w mainstreamie i True 2 Myself
W 2017 roku Lil Tjay zaczął wydawać muzykę na SoundCloud. „Resume”, jeden z jego pierwszych utworów, został wydany, gdy Tjay miał 16 lat i szybko zaczął rozpowszechniać się w Internecie. 10 marca 2018 r. Tjay wziął udział w konkursie Coast 2 Coast LIVE NYC All Ages Edition i zajął pierwsze miejsce, a jego występ zwrócił uwagę wytwórni płytowej A&R. Wkrótce potem Tjay wydał singiel „Brothers”, który stał się jego największą piosenką w tamtym czasie i doprowadził do podpisania kontraktu z Columbia Records.
W ciągu pierwszych dziesięciu miesięcy kariery muzycznej Lil Tjaya wydał pięć utworów, które osiągnęły ponad milion odtworzeń na SoundCloud. „Brothers”, „Resume”, „Goat” i „Leaked” zgromadziły dziesiątki milionów streamów. W lipcu 2018 Lil Tjay współpracował z producentem Cash Money AP nad wydaniem „None of Your Love”, które zgromadziło także dziesiątki milionów odtworzeń. Lil Tjay wydał swój debiutancki EP „No Compare” pod koniec 2018 roku.
W styczniu 2019 roku Tjay pojawił się na singlu rapera Polo G „Pop Out”, który zadebiutował na 11. miejscu listy Billboard Hot 100. Później tego samego roku wydał EP zatytułowany „F.N”; utwór tytułowy osiągnął 56 miejsce na liście Billboard Hot 100 i stał się jego pierwszą solową piosenką na listach przebojów. 11 października 2019 roku Lil Tjay wydał swój debiutancki album „True 2 Myself”, który zajął 5 miejsce na amerykańskim Billboard 200.

#### 2020:State of Emergency
Na początku 2020 roku Lil Tjay ponownie znalazł się na liście Billboard Hot 100 ze swoim singlem „20/20”, który zajął 94 miejsce na liście. 8 maja 2020 r. wydał EP „State of Emergency”, który skupiał się głównie na muzyce drill, popularnym podgatunku w Nowym Jorku. EP z siedmioma piosenkami zawierał utwór „Zoo York” z udziałem Fivio Foreign i Pop Smoke, który zajął 65 miejsce na liście Hot 100. W lipcu 2020 Lil Tjay pojawił się na pośmiertnym albumie Pop Smoke’a, Shoot for the Stars, Aim for the Moon, w utworze „Mood Swings”, który osiągnął 17 miejsce na liście Hot 100.
11 sierpnia 2020 roku Lil Tjay wziął udział w XXL 2020 Freshman Class.

## Dyskografia

### Albumy studyjne
| Tytuł         | Informacje                                                                                 | Pozycje na listach | Pozycje na listach | Pozycje na listach | Pozycje na listach | Pozycje na listach | Pozycje na listach | Pozycje na listach | Certyfikaty                               |
| Tytuł         | Informacje                                                                                 | USA                | AUS                | BEL (FL)           | CAN                | IRE                | NLD                | UK                 | Certyfikaty                               |
| ------------- | ------------------------------------------------------------------------------------------ | ------------------ | ------------------ | ------------------ | ------------------ | ------------------ | ------------------ | ------------------ | ----------------------------------------- |
| True 2 Myself | - Wydany: 11 października 2019 - Wytwórnia: Columbia - Format: Streaming, digital download | 5                  | 59                 | 180                | 2                  | 57                 | 40                 | 22                 | - RIAA: Platyna - BPI: Srebro - MC: Złoto |

### EP
| Tytuł                                                    | Informacje                                                                            | Pozycje na listach | Pozycje na listach | Pozycje na listach |
| Tytuł                                                    | Informacje                                                                            | USA                | CAN                | UK                 |
| -------------------------------------------------------- | ------------------------------------------------------------------------------------- | ------------------ | ------------------ | ------------------ |
| No Comparison                                            | - Wydany: 24 grudnia 2018 - Wytwórnia: Columbia - Format: Streaming                   | –                  | –                  | –                  |
| F.N                                                      | - Wydany: 9 sierpnia 2019 - Wytwórnia: Columbia - Format: Streaming, digital download | 38                 | 35                 | 80                 |
| State of Emergency                                       | - Wydany: 8 maja 2020 - Wytwórnia: Columbia - Format: Streaming, digital download     | 31                 | 19                 | 60                 |
| „–” znaczy, że dany album nie był notowany na tej liście |                                                                                       |                    |                    |                    |